# Capitoné
El capitoné es un carruaje de cuatro ruedas de tracción animal. Inventado a finales del siglo XIX, su fisionomía se asemeja a un gran cajón con una longitud igual a la de los vagones abiertos o antiguas plataformas de ferrocarril, con la anchura de éstos y la altura de un furgón. 
Las puertas posteriores giran alrededor de ejes verticales si no se cierran con llave y candado. Su techo es impermeable y cuenta con dos juegos de ruedas pequeñas cuyos ejes sostienen un fuerte bastidor que forma el suelo de la caja. La lanza está unida al juego delantero por medio de una clavija que se puede retirar para separar la lanza.

## Uso del capitoné
Los capitonés estaban destinados al transporte de muebles sin necesidad de embalaje. Por su disposición, podían marchar sobre una carretera con poco riesgo de vuelco por hallarse muy bajo su centro de gravedad o entrar en la plataforma de un vagón abierto del ferrocarril. En este último caso, sus ruedas se sujetaban a la plataforma bien por medio de cadenas bien por las prolongas de que muchas plataformas se hallaban provistas.

## El capitoné en la actualidad
El capitoné es un tipo de camión, utilizado para las mudanzas. Es completamente cerrado y está acolchado en el interior para proteger el mobiliario y ajuar doméstico que traslada.

## Significado en tapicería
Con un significado distinto al en este artículo, en tapicería capitoné proviene del verbo francés capitonner, que significa acolchar.
En especial, con referencia a un respaldo, es un acolchado de manera que el relleno sujeto con botones forma dibujos regulares de relieve.